# Justitiepalatset i Riga

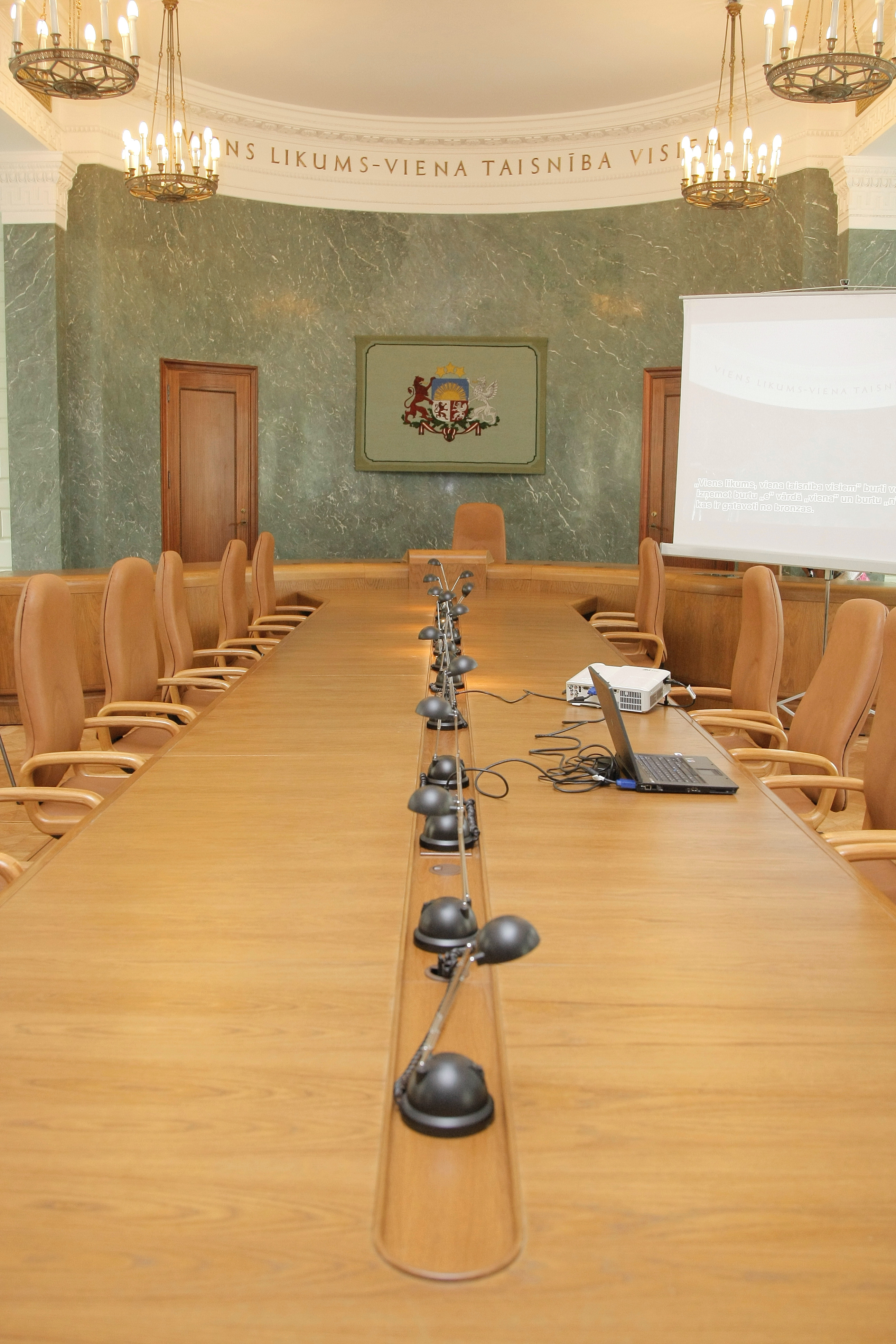
Den tidigare senatskammaren.

Justitiepalatset (lettiska: Latvijas tiesu pils) är ett byggnadskomplex i Riga, Lettland, som inrymmer Lettlands högsta domstol, sammanträdeslokaler för Lettlands regering och lokaler för justitieministeriet.
Mellan 1938 och 1940 var Lettlands högsta rättsorgan Lettlands senat. Justitiepalatset uppfördes 1936–1938 för denna och för justitieministeriet, efter ritningar av Fridriham Skujin.
Under andra världskriget och efteråt användes byggnaden som högkvarter för respektive det tyska "rikskommisariatet" och Lettiska SSR:s ministerråd.
Den tidigare senatskammaren har sedan 1990-talet Lettlands regerings ordinarie sammanträdesrum. Från december 1996 finns åter Lettlands högsta domstol i byggnaden.